# غرور (فیلم ۲۰۰۴)
غرور (انگلیسی: Pride) یک فیلم تلویزیونی در سال ۲۰۰۴ و در مورد دو توله شیر است که بزرگ می‌شوند و با واقعیت‌های سخت بزرگسالی روبرو می‌شوند. این فیلم که توسط بی‌بی‌سی تولید شده و در شبکهٔ ای‌اندئی ایالات متحده به نمایش درآمد، صدای بسیاری از بازیگران بریتانیایی را به نمایش می‌گذارد و از فناوری CGI برای افزایش تصاویر شیرهای واقعی و سایر حیوانات استفاده می‌کند. این فیلم در پارک ملی سرنگتی واقع در تانزانیا فیلم‌برداری شد.

## حیوانات در فیلم
- شیر
- دال پشت‌سفید آفریقایی
- گورخر دشتی
- کل یالدار آبی‌رنگ
- گاومیش آفریقایی
- تمساح نیل
- spitting cobra
- فیل بیشه آفریقایی
- کفتار خال‌دار
- بابون زیتونی
- زگیل‌داران
- خدنگ راه‌راه
- شاخ‌بلند شبدیز
- کرگدن سیاه
- لک‌لک کفن‌ودفن

## صداپیشه‌های انگلیسی
- کیت وینسلت
- شان بین
- هلن میرن
- جیم برودبنت
- رابی کالترین
- مارتین فریمن
- روپرت گراوس
- جان هرت